# David Čeněk
David Čeněk (* 5. listopadu 1973 České Budějovice) je český filmový historik a teoretik, překladatel a pedagog. Od května 2024 působí jako děkan Filmové a televizní fakulty Akademie múzických umění v Praze.

## Život
David Čeněk pochází z Českých Budějovic. Vystudoval v roce 1997 nejprve španělský a francouzský jazyk s didaktikou, pedagogika a psychologie na Pedagogické fakultě Jihočeské univerzity v Českých Budějovicích, dále španělskou filologii, francouzskou filologii a filmovou vědu na Filozofické fakultě Univerzity Karlovy v Praze. Studium ukončil v roce 2005.

## Kariéra
Od roku 2005 působí jako odborný asistent na Katedře filmových studií FF UK. V letech 2010–2015 přednášel dějiny světového filmu na této katedře i na FAMU. Věnoval se dramaturgické a kurátorské práci na festivalech jako je Letní filmové škola v Uherském Hradišti, Mezinárodní festival dokumentárních filmů v Jihlavě, MFF Karlovy Vary nebo Febiofest. V letech 2014–2016 působil jako koordinátor metodiky v rámci skupiny Národního filmového archivu věnující se přípravě didaktiky předmětu filmová/audiovizuální výchova. V oblasti filmové výchovy pracoval také jako metodik mezinárodního projektu CinED, kde se zaměřoval na přípravu a odbornou redakci pedagogických materiálů a školení učitelů. V letech 2016–2022 byl členem komise Odboru médií a audiovize Ministerstva kultury ČR pro oblast kinematografie a médií, od roku 2013 je expertem Státního fondu kinematografie pro okruhy distribuce kinematografického díla, publikační činnost v oblasti kinematografie a činnost v oblasti filmové vědy, vzdělávání a výchova v oblasti kinematografie. V letech 2020–2024 působil jako proděkan pro zahraniční vztahy pod vedením děkanky Andrey Slovákové. V této pozici se zasloužil o vytvoření mentoringového programu, zajistil také účast a výuku významných zahraničních tvůrců, jakými byli například Pedro Costa, Agnes Godard nebo Béla Tarr. V únoru 2024 byl zvolen děkanem FAMU, do této funkce nastoupil 20. května 2024.
David Čeněk se věnuje také publikační činnosti, zejména ve sbornících a odborných časopisech (Cinepur, Film a doba, Iluminace).[zdroj?]

## Kvalifikace
- 1997 – Státní zkouška obor – španělský a francouzský jazyk s didaktikou, pedagogika a psychologie (Pedagogická fakulta Jihočeské univerzity v Českých Budějovicích)
- 2005 – Státní zkouška FF UK obor Filmová studia
- 2015 – Státní rigorózní zkouška FF UK obor Filmová studia

## Publikační činnost
- Bendová, H., Čeněk, D. (eds.): Jean-Luc Godard, texty a rozhovory. Praha, JSAF, AMU 2005, 330 s. (Překlad vybraných textů, odborná korektura a poznámky k textům.)
- Čeněk, D., Porybná, T. (eds.): Vizuální antropologie. Kultura žitá a viděná. Praha, Nakladatelství Pavel Mervart 2010, 332 s. (Překlad francouzských textů a odborná korektura.)
- Bressonová, M. (ed.): Bresson o Bressnovi (Rozhovory 1943-1983). Praha, Nakladatelství Casablanca 2016, 303 s. (Překlad, odborná redakce, kritický poznámkový aparát.)
- Blažek, J., Čeněk D., Flígl, J., Tesař. A.. (eds.): Krev, slzy a sperma: Čítanka filmového braku. Praha, Casablanca 2019, 240 s.
- Čeněk D., Kaňuch, M., Michalovič, M. (eds.): Alain Resnais, kinematografia mozgu. Bratislava, Slovenský filmový ústav 2013, 217 s.
- Čeněk, D.: Chris Marker. Praha, JSAF, AMU 2012, 424 s.